# Sele
A Sele a vízhozam tekintetében a második legnagyobb folyó Dél-Olaszországban a Volturno után.
A folyó Caposele település mellett ered, déli irányba folyik majd Contursi Terme után felveszi legnagyobb mellékfolyójának, a Tanagrónak a vizét. A folyó meanderezve folyik tovább, majd Eboli után belép az általa létrehozott rendkívül termékeny alluviális síkság, a Selei-síkság területére. A paestumi romváros közelében felveszi másik legnagyobb mellékfolyójának, a Calore Lucanónak a vizét, majd a Tirrén-tengerbe ömlik.

## Magyar vonatkozások
A krónikák feljegyezték, hogy  amikor I. Lajos magyar király a második nápolyi hadjárata alatt Salerno ostromára készült, egy hajnalon a Sele (Silaro) folyót vizsgálta, hogy átkelhet-e rajta seregével. Ezért egy, a folyónál itató katonáját az áradó folyóba küldte lovastól. A katonát elragadta az ár, mire Lajos lovával utána ugratott, és kimentette vitézét. Mivel „hogy ha az ő szavára valaki bajba kerül, azon neki segíteni kell”. A krónikás szerint „volt is becsülete a királynak, nemcsak a palotában, hanem a tábortűz mellett is”.